# Hideyo Noguchi
Hideyo Noguchi (japonès: 野口 英世, Noguchi Hideyo; Inawashiro, Fukushima, 9 de novembre de 1876 - Accra, 21 de maig de 1928) va ser un eminent bacteriòleg japonès que va descobrir l'agent patogen de la neurosífilis (llavors coneguda com a paràlisi general progressiva) el 1913.
En 1896 va obtenir la seva titulació de metge i el 1900 es va traslladar als Estats Units com a assistent de recerca.

## Biografia
Hideyo Noguchi va néixer a Inawashiro, Prefectura de Fukushima el 1876. Quan tenia un any i mig va caure a la llar de foc de casa seva (que, com a totes les cases tradicionals del Japó, és un foc a terra més enfonsat que el paviment de tatami que l'envolta) i va sofrir una lesió per cremada a la mà esquerra. No hi havia cap metge al petit poble, però un dels homes van examinar al noi. "Els dits de la mà esquerra en la seva majoria han marxat", va dir, "i el braç esquerre, el peu esquerre i la mà dreta estan cremats, però no sabria dir fins a quin punt."
El 1883 va ingressar a l'escola primària Mitsuwa. Gràcies a les generoses contribucions del seu professor Kobayashi i dels seus amics, va poder rebre cirurgia a la seva mà esquerra greument cremada. Va recuperar aproximadament el 70% de la mobilitat i funcionalitat de la mà esquerra gràcies a l'operació.
Noguchi va decidir convertir-se en metge per ajudar els necessitats. Es va fer aprenent de Dr. Kanae Watanabe (渡部 鼎, Kanae Watanabe), el mateix que havia dirigit la cirurgia de la seva mà. Va passar els exàmens per exercir la medicina en 1897, quan tenia vint anys. Va mostrar senyals de gran talent i va rebre suport en els seus estudis pel Dr. Morinosuke Chiwaki. En 1898, va canviar el seu nom pel de Hideyo després de llegir una novel·la sobre un metge que tenia el mateix nom - Seisaku - que ell. El metge en la novel·la era intel·ligent com Noguchi, però es va convertir en un gandul i va arruïnar la seva vida.

### Carrera
El 1900, Noguchi es va traslladar als Estats Units, on va obtenir un primer treball com a assistent de recerca amb el Dr. Simon Flexner a la Universitat de Pennsilvània. Més tard va ingressar a l'Institut Rockefeller de Recerca Mèdica. Va prosperar en aquest ambient, on el seu treball es va centrar en les serps verinoses. En part, el seu viatge va ser motivat per les dificultats per obtenir una posició de metge al Japó, ja que als potencials ocupadors els amoïnava l'impacte que la deformitat de la seva mà podria tenir en el tractament dels seus possibles pacients. En un ambient de recerca, aquesta discapacitat no era un problema.
En aquest període, un altre assistent de recerca al laboratori de Flexner era el francès Alexis Carrel, qui més tard guanyaria el Premi Nobel de 1912. El treball de Noguchi atrauria més tard l'interès del comitè del Premi. Els arxius de la fundació del Premi Nobel d'aquesta època han estat recentment oberts a la inspecció pública, i el que abans era només una especulació ara s'ha confirmat’ Noguchi va arribar a ser nominat el 1913, 1914, 1915, 1920, 1921, 1924, 1925, 1926 i 1927.
Mentre treballava a l'Institut Rockefeller de Recerca Mèdica el 1913, va demostrar la presència de Treponema pallidum (espiroqueta sifilítica) en el cervell d'un pacient amb paràlisi progressiva, demostrant que la espiroqueta era la causa de la malaltia. El nom del Dr. Noguchi està associat a una altra espiroqueta, la Leptospira noguchii.
El 1918, Noguchi va viatjar extensament per Amèrica Central i del Sud a la cerca d'una vacuna contra la febre groga i investigar la febre Oroya, la poliomielitis i el tracoma. Durant la seva estada a Equador va rebre el càrrec honorari de Coronel de sanitat de l'exèrcit equatorià pels seus serveis durant la segona gran epidèmia de febre groga a la ciutat portuària de Guayaquil.

### Mort
El 1928, Noguchi va viatjar a l'Àfrica per confirmar les seves troballes. El propòsit d'aquest treball de camp era provar la hipòtesi que la febre groga és causada per un bacteri espiroqueta en lloc d'un virus. Mentre treballava a Accra, a la Costa d'Or (avui Ghana) va morir de febre groga el 21 de maig de 1928. Les seves últimes paraules van ser: "No ho entenc."

## Reconeixements en vida
Noguchi va ser honrat amb reconeixements tant de japonesos com d'estrangers. Va rebre graus honoraris de diverses universitats.
Va ser modest en la seva vida pública, sovint es referia a si mateix amb ingenuïtat, com "El bromista Noguchi", però els que el coneixien bé deien que "es recreava en els honors." Quan Noguchi va rebre el títol honorari de doctor en Yale, William Lyon Phelps va observar que els Reis d'Espanya, Dinamarca i Suècia li havien atorgat distincions, però "ell potser aprecia més la gratitud de la gent que l'admiració i els honors reials."
- Universitat Imperial de Kyoto - Doctor en Medicina, 1909.[8]
- Ordre de Dannebrog, 1913 (Dinamarca).[9]
- Orde d'Isabel la Catòlica, 1913 (Espanya).[10]
- Orde de l'Estrella Polar, 1914 (Suècia).[11]
- Universitat Imperial de Tòquio - Doctor en Ciències, 1914.
- Orde del Sol Naixent, categoria Rajos daurats amb escarapel·la de 1915.[12][13]
- Premi Imperial de l'Acadèmia Imperial (Japó) - 1915
- Universitat de Quito, 1919 - (Equador).[14]
- Universitat de Guayaquil, 1919 - Equador
- Universitat Nacional Major de San Marcos, 1920 - (Perú)
- Universitat Autònoma de Yucatán (Escola de Medicina de Mèrida (Yucatán) - Doctor Honoris causa en Medicina i Cirurgia, 1920 - (Mèxic). El Centre de Recerques Regionals de la UADY, porta el seu nom.
- Universitat Yale, 1921 - (EUA)
- Nova York: P. B. Hoeber. [OCLC 14783533]

## Honors pòstums
El 1928, el govern japonès li va concedir l'Ordre del Sol Naixent, Or i Estel de Plata, que és la segona condecoració més alta de les vuit classes associades amb el premi.
L'Institut Noguchi Memorial de Recerca Mèdica (NMIMR) va ser fundat amb fons donats pel govern japonès. L'Institut és situat a la Universitat de Ghana a Legon, un suburbi al nord d'Accra. Després de la seva mort, el cos de Noguchi va ser retornat als Estats Units. L'existència de la NMIMR és segurament un monument a Noguchi més apropiat que la modesta làpida de la seva tomba al cementiri de la ciutat de Woodlawn, Nova York .
El 12 d'octubre de 1975 es va fundar a la ciutat de Mèrida, Yucatán, a Mèxic, el "Centre de Recerques Biomèdiques Dr. Hideyo Noguchi" (C.I.B. Dr. Hideyo Noguchi) de la Universitat Autònoma de Yucatán (UADY), commemorant el període que el Dr. Noguchi va passar en els laboratoris de l'Hospital O'Horán de Mèrida el 1920, durant les seves recerques sobre la febre groga, patrocinades per l'Institut Rockefeller [20]. Vuit anys després, el 1983, amb l'annexió del Departament d'Estudis Econòmics i Socials i el Departament d'Estudis sobre Cultura Regional, es va convertir al Centre de Recerques Regionals Dr. Hideyo Noguchi de la Universitat Autònoma de Yucatán.
A Lima, Perú, es va fundar el 1982 l'Institut Nacional de Salut Mental "Honorio Delgado - Hideyo Noguchi". També, en el mateix lloc, es va inaugurar el col·legi privat "Hideyo Noguchi" com a commemoració.
El retrat del Dr. Noguchi ha estat imprès en els bitllets de moneda japonesos de 1000 iens des de 2004. [21] A més, es conserva la casa on va néixer i es va criar i és part d'un museu sobre la seva vida. Està situada prop d'Inawashiro.
A la ciutat de Quito, capital de l'Equador, existeix un parc que porta el seu nom, on està erigida la seva estàtua. Així mateix, a Guayaquil, la ciutat en la qual el Dr. Noguchi es va dedicar a aquestes recerques, encara existeix un carrer denominat “Hideyo Noguchi”.
A la ciutat de Còrdova, capital de la província homònima, República Argentina, també existeix un carrer amb el seu nom.
 Arxivat 2018-06-03 a Wayback Machine.

## Treballs seleccionats
- 1904: L'acció del verí de serp en animals de sang freda. Washington, D. de C.: Carnegie Institution. [OCLC 2377892]
- 1909: Verins de Serp: Una Recerca de les serps verinoses, amb especial referència als fenòmens dels seus verins. Washington, D. de C.: Carnegie Institution. [OCLC 14796920]
- 1911: El diagnòstic de la sífilis en sèrum i la prova d'àcid butíric per a Sífilis. Philadelphia: Lippincott J. B.. [OCLC 3201239]
- 1923: Diagnòstic de laboratori de la sífilis: Un manual per a estudiants i metges. Nova York: P. B. Hoeber. [OCLC 14783533]